# Lobpön Cečhu rinpočhe
Lobpön Cečhu rinpočhe (1918, Bhútán - 10. června 2003) byl buddhistický mnich, velký učenec tibetského buddhismu.
Narodil se v roce 1918 v Bhútánu. Ve věku sedmi let se stal mnichem v dzongu Phunaka, největším klášteře v Bhútánu. Bhútán opustil ve věku 13 let a se svým strýcem a učitelem z linie Dugpa Kagjü, Ngawangem Palzangem, nazývaným také Šerab Lama, odešel do Nepálu, aby se tu učil a praktikoval. Obdržel plné vzdělání a meditoval za nejtvrdších podmínek v Milaräpových jeskyních a na mnoha výjimečných místech Guru Rinpočheho. Později se Lobpön Cečhu rinpočhe vrátil do Bhútánu a tam svá studia rozšířil. Nato cestoval se svým učitelem do Nepálu a na několika odosobněních zdokonalil svou meditační praxi. Rinpočhe také absolvoval několik poutních cest ke klášterům a výjimečným místům v Tibetu.
Měl mnoho učitelů z linií Kagjü, Ňingma, Sakja a Gelug. Právě odkaz série iniciací čhig šä kun dol (Jedno rozpoznáno – vše zrealizováno), jehož část předal v roce 2002 v německém Kasselu, obdržel v Bhútánu díky laskavosti členky bhútánské královské rodiny ve dvaceti letech od blízkého žáka 15. karmapy.

## Setkání se 16. Karmapou
V roce 1944 se v Bumthangu v centrálním Bhútánu setkal s 16. Gjalwou Karmapou. Karmapa se stal jedním z jeho nejdůležitějších učitelů. Od něho dostal učení a odkazy linie Karma Kagjü. 16. Karmapa o Lobpönovi Cečhu rinpočheovi řekl: "Pokud já jsem buddha, on je Ánanda". Nutno dodat, že Ánanda byl jeden z nejoblíbenějších žáků Buddhy Šákjamuniho.

## Aktivita v Nepálu
V následujících letech se rinpočhe stal velmi důležitým pro buddhisty v Nepálu. Staral se o celou řadu klášterů pro mnichy a mnišky pocházející z řad místních obyvatel – národnostních skupin Šerpů, Tamangů, Gurungů, Névárů, Cumbasů, Tibeťanů a Bhútánců. Rinpočhe podporoval výstavbu škol, nemocnic, obnovu starých stúp, meditačních míst a klášterů a zřídil mnoho otáčecích „mlýnků“ s mantrou Om mani päme hung.
Kvůli mnoho desítek let trvající aktivitě byl rinpočhe považován za klíčovou postavu, která udržovala pohromadě různá buddhistická společenství v Nepálu. Mnoho let také pracoval pro rozvoj 18 nejodlehlejších regionů Nepálu, ležících v nejvzdálenějších oblastech Himálaje.

## Aktivita na Západě
V roce 1987 navštívil na pozvání svých prvních západních žáků a blízkých přátel lamy Oleho Nydahla a Hannah Nydahlové poprvé Evropu. Od té doby až do své smrti v roce 2003 cestoval často po západní i východní Evropě, Severní a Jižní Americe i Austrálii, aby zde v centrech Karma Kagjü založených lamou Olem Nydahlem předával vysvětlení a četné iniciace.
Lobpön Cečhu rinpočhe vybudoval třináctimetrovou stúpu Káláčakry ve Španělsku a dvě další v Německu, další v Polsku, Rakousku a Kalmycku. Posledním projektem byla stavba největší stúpy v západním světě ve španělské Benálmadeně. Navštívil také různá buddhistická centra v Číně, Tibetu, Mongolsku, Japonsku, Koreji, Thajsku, na Tchaj-wanu, Srí Lance, v Bhútánu, Indii a Hongkongu. Lidé nejrůznějšího původu měli možnost pocítit nesmírnou sílu jeho soucitu, který dodnes přináší užitek mnoha bytostem.